# Kirghisi
I kirghisi o kirghizi o ancora chirghisi (in kirghiso Кыргыздар?, Kırgızdar; alternativamente Kyrgyz o Kirghiz) sono un gruppo etnico di origine turco-mongola che vive principalmente in Kirghizistan (dove sono l'etnia principale, con 3.350.000 persone di origine chirghisa). Piccoli gruppi di chirghisi si trovano anche in Cina (144.000 individui, inclusi nei 56 gruppi etnici riconosciuti ufficialmente dalla Repubblica Popolare Cinese), Uzbekistan (225.000), Tagikistan (81.000), Russia (32.000), Kazakistan (11.000), Ucraina (3.000).

## Etimologia
Vi sono molte teorie sull'origine etimologica della parola Kyrgyz. Il termine può significare letteralmente "quaranta tribù" (кырк + ууз), un riferimento al poema epico nazionale Manas, in cui quaranta piccole tribù si unificarono contro l'Impero cinese da un lato e contro l'espansione dei musulmani dall'altro. Questa resistenza è simboleggiata dal sole giallo al centro della bandiera del Kirghizistan, che ha quaranta raggi, proprio come le quaranta tribù.
Un altro significato della parola deriva da una differente formulazione della stessa (кыргыс), che può portare a significati diversi, come "immortale", "inestinguibile". Questa versione ha maggior seguito popolare. Le evidenze storiche dei molti conflitti superati dal popolo chirghiso sostengono, infine, quest'ultima teoria.

## Storia
La madrepatria dei kirghisi era la parte superiore del fiume Enisej con le montagne Sajany della Siberia meridionale in quella che ora è l'attuale Hakassia e Tuva.
Col tempo le tribù kirghise migrarono verso sud , fino ad arrivare alle montagne del Kirghizistan, ove si stabilirono.
Vengono citati per la prima volta nel memoriale cinese "Cronache del Grande Storico" come Gekun o Jiankun (鬲昆 o 隔昆), entrarono a far parte delle tribù Tiele in un secondo momento e un tempo erano sotto il controllo di göktürk e uiguri. Sconfitti gli uiguri iniziarono a spostarsi verso Xinjiang.

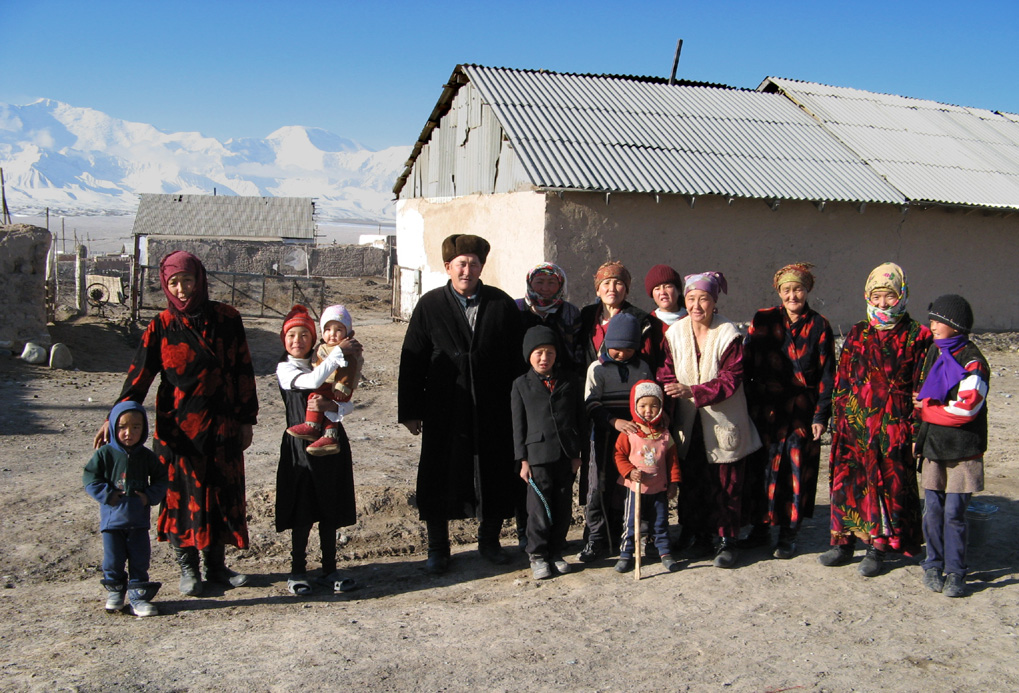
Famiglia chirghisa nel villaggio di Sary-Mogol, regione di Oš, sullo sfondo il picco Ibn Sina

## I chirghisi in Cina
I chirghisi formano una delle 56 etnie cinesi ufficialmente riconosciute dalla Repubblica popolare cinese. Ci sono più di 145.000 chirghisi in Cina. Essi si trovano principalmente nella prefettura autonoma chirghisa di Kizilsu nella parte sudoccidentale della regione autonoma uigura di Xinjiang, con una presenza minore nelle vicine Wushi (Uqturpan), Aksu, Shache (Yarkand), Yingisar, Taxkorgan e Pishan (Guma), in Tékes, Zhaosu (Monggolkure), Emin (Dorbiljin), Bole (Bortala), Jinghev (Jing) e Gonliu nello Xinjiang nordoccidentale.
Molte centinaia di chirghisi i cui antenati emigrarono nella Cina nordorientale più di 200 anni fa ora vivono nel villaggio di Wujiazi, nella regione del Fuyu, provincia di Heilongjiang.
I chirghisi sono musulmani. Alcuni praticano lo sciamanesimo.
Antropologicamente i chirghisi appartengono all'etnia turco-mongola dell'Asia centrale. Hanno pelle bruna e occhi scuri, capelli corvini e barbe. Il viso è largo. Tendono a essere di statura bassa, raggiungendo in media i 162–164 cm. La tradizione, secondo alcune fonti cinesi, riporta che questo popolo aveva occhi verdi, pelle chiara e capelli rossi e sebbene si siano mescolati completamente con altri gruppi turchi e mongoli alcuni mantengono ancora questo aspetto particolare.

## Riferimenti letterari
Alle tradizioni dei pastori kirghisi si richiama Giacomo Leopardi nel Canto notturno di un pastore errante dell'Asia.
Le tradizioni del popolo kirghiso sono tramandate nel lunghissimo poema epico Manas. 
Il "chirghiso" è un personaggio del romanzo di Thomas Mann La montagna incantata, Pribislav Hippe, compagno di scuola di Hans Castorp.